# Tales from the Elvenpath
Tales from the Elvenpath je kompilace od finské kapely Nightwish.

## Seznam skladeb
1. „Wishmaster“ - 4:24
2. „Sacrament Of Wilderness“ - 4:09
3. „End Of All Hope“ - 3:55
4. „Bless The Child“ - 6:12
5. „Sleeping Sun“ - 4:03
6. „She Is My Sin“ - 4:46
7. „Walking In The Air“ - 5:27
8. „Stargazers“ - 4:26
9. „Over The Hills And Far Away“ - 5:01
10. „The Kinslayer“ - 3:59
11. „Dead Boy's Poem“ - 6:48
12. „Sleepwalker“ - 3:06
13. „Nightquest“ - 4:16
14. „Lagoon“ - 3:46
15. „Wayfarer“ - 3:22